# Phyllanthus anisolobus
Phyllanthus anisolobus är en emblikaväxtart som beskrevs av Johannes Müller Argoviensis. Phyllanthus anisolobus ingår i släktet Phyllanthus och familjen emblikaväxter. Inga underarter finns listade i Catalogue of Life.